# Киричек, Маргарита Сергеевна
Маргари́та Серге́евна Кириче́к (род. 4 августа 1930, Ростов-на-Дону) — советский и российский историк-краевед, лауреат премии имени И. Д. Василенко.

## Биография
Родилась 4 августа 1930 года в Ростове-на-Дону в семье служащих. Её отец — Сергей Карлович Тадер, из обрусевших немцев, поселившихся в России при Петре I, потомок баронов фон Тадер. Мать — русская, ростовчанка. Во время Великой Отечественной войны родители Маргариты работали в госпитале, и девочка всё свободное от учёбы время проводила там, помогая ухаживать за ранеными. В июле 1942 года — в связи с новой угрозой оккупации Ростова — госпиталь эвакуировали в Рыбинск. Вместе с ним туда переехала и семья Тадер. Весной 1943 года родители перешли на работу в сортировочный эвакуационный госпиталь (СЭГ 1103). Мама добавила в документах дочери лишних два года, и девочку приняли санитаркой. Санитарный поезд СЭГ 1103 перемещался вслед за фронтом, поэтому День Победы Маргарита встретила в польском городе Лодзь. 
По возвращении в Ростов-на-Дону выяснилось, что их дом разбит при арт-обстреле. Семья в феврале 1946 года перебралась к родственникам в Таганрог. Здесь М. Киричек окончила семилетнюю школу № 3, затем, в 1951 году, авиационный техникум (специальность — техник-конструктор по самолётостроению).
Маргарита Сергеевна — по мужу Киричек — работала инженером на авиационном заводе имени Димитрова, в Городском Доме техники НТО. В 1974 году окончила Ростовский общественный патентный институт (РОИП). С 1977 по 1987 год являлась внештатным экскурсоводом Бюро путешествий и экскурсий, проводила в свободное время автобусные и пешеходные экскурсии по Таганрогу. Работала в архивах, принимала участие в разработке маршрутов новых тематических экскурсий и так далее.
Выйдя в 1985 году на пенсию, посвятила свою жизнь двум увлечениям: краеведению и журналистике. В период работы над созданием «Энциклопедии Таганрога», посвящённой 300-летию города, входила в число членов авторского коллектива. Маргаритой Киричек было подготовлено 338 статей, из которых в первое издание включено 294. При последующих переизданиях «Энциклопедии Таганрога» она влялась членом редколлегии (2003) и членом редакционного Совета (2008). Статьи М. С. Киричек публиковались в газетах «Таганрогская правда», «Таганрогский вестник», «Эхо недели», «Ветеран», «Ветеран Дона», «Радиосигнал», «Вперёд». Используемые при публикациях псевдонимы: Л. Голубова, М. Сергеева, Р. Лидина, Т. Маринина, Р. Ростовская, Е. Ковалева, С. Шемшакова, К. Маргаритова, М. К., М. С., А. Дмитриев, Д. Викторов.
С 2003 года М. С. Киричек написано 7 книг на основе краеведческих исследований различных аспектов истории г. Таганрога.
Награждена медалью «60 лет Победы в Великой Отечественной войне 1941—1945».
Живёт и работает в Таганроге.

## Книги М. С. Киричек
- Киричек М. С. Музей под открытым небом. — Таганрог: ИП Стадников, 2010. — 230 с. — ISBN 978-5-9901455-3-5.
- Киричек М. С. Их именами названы улицы. — Таганрог: ИП Стадников, 2009. — 154 с. — ISBN 978-5-9901455-2-8.
- Киричек М. С. Святые купола Таганрога. — Таганрог: ИП Стадников, 2008. — 170 с. — ISBN 978-5-9901455-1-1.
- Киричек М. С. По ладоням твоих площадей. — Таганрог: Лукоморье, 2007. — 166 с. — ISBN 978-5-902450-13-9.
- Киричек М. С. Два века таганрогского парка. — Таганрог: Лукоморье, 2006. — 128 с.
- Киричек М. С., Харченко В. М. Больница Зака. — Таганрог: ТЦБ, 2004. — 85 с. (электронная книга)
- Киричек М. С. История библиотечного дела г. Таганрога. — Таганрог: ЦБС г. Таганрога, 2004. — 132 с. (электронная книга)